# جعفر بن عبد الواحد العباسي
أبو عبد الله جعفر بن عبد الواحد بن جعفر بن سليمان بن علي بن عبدالله بن العباس بن عبدالمطلب الهاشمي (توفي 871/2) كان رئيس قضاة الخلافة العباسية، من 854 إلى 863/4.
كان عضواً من الطبقة الغير شهيرة في السلالة العباسية، من نسل سليمان بن علي عم الخلفاء السفاح والمنصور.  على الرغم من أن خلفيته القضائية غامضة  تم تعيينه رئيسًا للقضاة (قاضي القضاة) من قبل المتوكل في يوليو 854 كبديل ليحيى بن أكثم. تميزت فترة ولايته بمشاركته في تبادل الأسرى العرب البيزنطيين عام 856، حيث عمل الحسن بن محمد بن أبي الشوارب نائباً له في سامراء.  وبقي في منصبه حتى عام 863 أو 864، عندما تم فصله ونفيه إلى البصرة بعد أن اتهمه اللواء وصيف التركي بالتعامل مع قوات الشاكيرية بطريقة مريبة.  في النهاية سُمح له بالعودة إلى العاصمة، حيث حاول في عام 866 دون جدوى تسوية نزاع عنيف بين كتائب الجيش التركي والمغاربة.  في عام 870 أم صلاة الجنازة على الخليفة المهتدي. وتوفي عام 871/2 أو عام 881/2 أو 882/3 حسب الروايات البديلة.

## ملحوظات
1. ↑  Ibn Hazm 1982، صفحة 34.
2. ↑  Melchert 1996; Melchert 1997.
3. ↑  Yarshater 1985–2007; Gordon et al. 2018; Ibn Khallikan 1871.
4. ↑  Yarshater 1985–2007; Al-Mas'udi 1896.
5. ↑  Yarshater 1985–2007 (describing the dismissal and exile as separate events); Melchert 1996.
6. ↑  Yarshater 1985–2007، v. 35: p. 140.
7. ↑  Yarshater 1985–2007; Melchert 1996.
8. ↑  Ibn Khallikan 1871; Melchert 1997; Al-Khatib al-Baghdadi 2001.